# Junaid Hafeez
Junaid Hafeez est un professeur de littérature pakistanais, maître de conférence à l'université Bahauddin Zakariya (en) de Multan. Reconnu coupable de blasphème en vertu de la loi interdisant le blasphème au Pakistan, il est condamné à mort.
Arrêté en 2013, Hafeez est accusé d'avoir dénigré le prophète Mahomet sur les réseaux sociaux, il est détenu à l'isolement depuis 2014, son procès étant reporté à plusieurs reprises. Le premier avocat de Hafeez, Rashid Rehman (en), est assassiné après avoir accepté de le représenter.
En décembre 2019, Hafeez est condamné à mort par un tribunal pakistanais. Sa détention et son arrestation sont condamnées par des groupes de défense des droits de l'homme.